# میکیک
میکیک (به لاتین: Mikik) یک منطقهٔ مسکونی در روسیه است که در داغستان واقع شده‌است.